# Coelodonta tologoijensis
Coelodonta tologoijensis es una especie extinta de rinoceronte lanudo (Coelodonta). Primero se conoció como una especie asiática, pero un cráneo encontrado en las colinas de Kyffhauser, cerca de la ciudad de Bad Frankenhausen   (Alemania), fue asignado a la especie por los investigadores. Se trata del primer rinoceronte lanudo conocido en Europa. Se cree que la especie emigró a Europa hace entre 478.000 y 424.000 años, durante un periodo frío y árido.